# Thủy Xuân Tiên
Thủy Xuân Tiên là một xã thuộc huyện Chương Mỹ, thành phố Hà Nội, Việt Nam.
Xã có diện tích 13,73 km², dân số năm 1999 là 12.651 người, mật độ dân số đạt 921 người/km².
Xã Thủy Xuân Tiên có 11 thôn và xóm: xóm Cầu Tiến, thôn Tiến Ân, thôn Tiên Trượng, thôn Trí Thủy, xóm 4, thôn Xuân Thủy, thôn Xuân Trung, xóm Xuân Sen, thôn Xuân Linh, thôn Gò Cáo, thôn Xuân Long.

## Đình Tiến Ân
Đình làng Tiến Ân ở xã Thủy Xuân Tiên, Chương Mỹ, Hà Nội là nơi thờ nhị vị tướng nhà Đinh là Đặng Đống Thính và em trai Đặng Chiêu Pháp có công đánh dẹp loạn 12 sứ quân thống nhất đất nước Đại Cồ Việt, đặc biệt là trận đánh sứ quân Đỗ Cảnh Thạc ở đồn Bảo Đà.